# Айдаболовы
Айдаболовы (карач.-балк. Айдаболлары) — княжеский владетельный род (таубии) в Балкарии.

## История возникновения рода
Айдаболовы являются потомками легендарного Басиата родоначальника княжеских родов: Абаевых, Айдаболовых, Амирхановых, Биевых, Боташевых, Джанхотовых, Кучуковых (ветвь Абаевых) и Шахановых.

## Владения
Часть Балкарского ущелья. Селения Коспарты, Темиркановское, Кашхатау.

## Известные представители
Азнор Мембулатович Айдаболов — старшина Балкарского общества.